# Mittenothamnium mycostelium
Mittenothamnium mycostelium är en bladmossart som beskrevs av Jules Cardot 1913. Mittenothamnium mycostelium ingår i släktet Mittenothamnium och familjen Hypnaceae. Inga underarter finns listade i Catalogue of Life.